# Trox fascicularis
Trox fascicularis är en skalbaggsart som beskrevs av Christian Rudolph Wilhelm Wiedemann 1821. Trox fascicularis ingår i släktet Trox och familjen knotbaggar. Utöver nominatformen finns också underarten T. f. rowei.